# 29. Flak-Division
Die 29. Flak-Division, auch 29. Flak-Division (mot.) war ein Großverband der Bodentruppen der deutschen Luftwaffe im Zweiten Weltkrieg. Zuständig war die Division bei Aufstellung für die Abwehr von einfliegenden gegnerischen Flugzeugen mittels Flugabwehrgeschützen im besetzten Norwegen.

## Geschichte
Die 29. Flak-Division wurde am 26. Februar 1945 in Oslo aus dem Stab der 14. Flak-Brigade aufgestellt.
Einsatzzweck war die Luftverteidigung des besetzten Norwegens. Mit Aufstellung des Stabes der 29. Flak-Division, übernahm diese auch die bisher von der 14. Flak-Brigade ausgeübte Führung aller Flakverbände in Norwegen mit insgesamt 23 Flakabteilungen. Sie bestand aus 4 Flak-Regimentern mit insgesamt drei schweren, 17 gemischten und drei leichten Flak-Abteilungen. Weiterhin waren vier schwere Batterien (10,5 cm), 86 schwere Batterien (8,8 cm), neun mittlere Batterien (3,7 cm) und 36 leichte Batterien (2 cm) zugeordnet.
Die Gesamtstärke waren 513 Offiziere und 14822 Soldaten. Am 8. Mai 1945 gingen die Angehörigen der Division in britische Gefangenschaft.
Ihr Kommandeur war Oberst Alexander Nieper, der die Division bis zum Kriegsende führte.

## Gliederung
- Flak-Regiment 83 (Narvik)
- Flak-Regiment 92 (Stavanger)
- Flak-Regiment 152 (Drontheim)
- Flak-Regiment 162 (Oslo)
- Luftnachrichten-Bataillon 148